# Lilla (Francia)
Lilla (in francese Lille, AFI: /lil/; in piccardo Lile) è una città della Francia settentrionale di 233 098 abitanti. Situata a pochi chilometri dal Belgio, Lilla è capoluogo sia del dipartimento del Nord sia della regione dell'Alta Francia.
L'esonimo olandese di Lilla è Rijsel (AFI: /ˈrɛɪ̯səɫ/) mentre quello in fiammingo è Rysel, che significa "isola".

## Geografia fisica
L'ubicazione, anticamente fondata su un'isola in mezzo al fiume Deûle, dà il nome alla città. Infatti in antico francese era chiamata L'Isle (L'Isola), ancora oggi in fiammingo francese, il dialetto locale, è detta Rysel [ri:səl], e Rijsel [reɪsəl] in nederlandese. Ha oltre 200 000 abitanti (più di un milione nell'intera area metropolitana che sconfina in parte in territorio belga). Del comprensorio fanno parte le città di Roubaix (sede d'arrivo di un'importante corsa ciclistica, la Parigi-Roubaix), Tourcoing e Villeneuve-d'Ascq. Distante poco più di due ore di autostrada dalla capitale Parigi e un'ora e mezza da Londra (attraverso il collegamento ferroviario Eurotunnel), Lilla è situata nel cuore dell'Unione europea.

## Origine del nome
Il nome della località è attestato nelle forme latinizzate Ylensi; Insulam; Islae e Illa; Insula; Isola; [castro] Insulano nel 1177 e infine Lile nel 1224; Lysle nel 1259.
Si tratta di una formazione toponomastica medievale basata sul nome romano isle. In francese il termine isle, "isola", è attestato già nel XII secolo e deriva dal gallo-romanzo isula, a sua volta dal latino i[n]sula "isola, isola di case". Le forme del 1224 e del 1259 mostrano un'aggiunta precoce dell'articolo determinativo la e la sua agglutinazione.
Raymond Schmittlein aveva visto a Lilla, partendo dalla forma olandese "Rijsel", un nome di persona germanico come Rizili. Suggerisce quindi che le numerose e regolari attestazioni latine che implicano tutte la parola isle, île siano il prodotto di una successiva reinterpretazione o di una cattiva traduzione. Albert Dauzat, che cita solo questa ipotesi, non commenta la domanda, segno della sua perplessità. D'altra parte Maurits Gysseling ritiene che la forma "Rijsel" derivi anche da un'agglutinazione nell'espressione ter (te + der) "la" + ijsel (intende la forma germanizzata della parola latina i[n]sula o isola romana), che quindi divenne "Rijsel" per aferesi del primo elemento te-.
Il vocabolo latino insula potrebbe anche avere il significato di "isolotto di case", significato notato nel francese medio in una traduzione di Svetonio del 1520. C'è anche un vocabolo islel intorno al 1155, termine che ha il significato di isolotto e probabilmente quello di "gruppo di case".

## Storia
Lilla fu fortificata al principio dell'XI secolo dai conti di Fiandra e dalla famiglia Brisbart. Ceduta nel 1312 alla Francia, passò poi sotto la dominazione della Borgogna, dell'Austria e della Spagna; nel 1713 venne quindi restituita alla Francia, ragguardevole in questo periodo è l'attività della zecca di questa città che arrivò a toccare i 353 000 pezzi emessi annualmente da 40 franchi, una delle monete dal valore maggiore al tempo. Patì l'occupazione da parte delle truppe tedesche in entrambi gli ultimi conflitti mondiali. Situata a pochi chilometri dalle prime linee durante la Grande guerra, la città subì danni ingenti e fu quasi spopolata; la ricostruzione fu effettuata nel corso degli anni 1920, anche grazie ai risarcimenti di guerra forniti dalla Germania.
L'11 gennaio 1916, alle 3:30 del mattino, Lilla fu scossa da una violenta esplosione, udita fino nei Paesi Bassi. Si trattava del deposito militare di Dix-huit Pontes. L'esercito tedesco utilizzava un vecchio impianto fortificato, composto da 18 arcate (da cui deriva il suo nome francese), per immagazzinare grandi quantità di esplosivi e munizioni. Di natura puramente accidentale, l'esplosione ha lasciato un cratere largo 150 metri e profondo 30 metri su un lato del boulevard de Belfort. 21 fabbriche e 738 case furono demolite nel distretto di Moulins della città. 104 civili morirono, 30 tedeschi e quasi 400 persone furono ferite, di cui 116 gravemente.

## Monumenti e luoghi d'interesse

### Architetture religiose

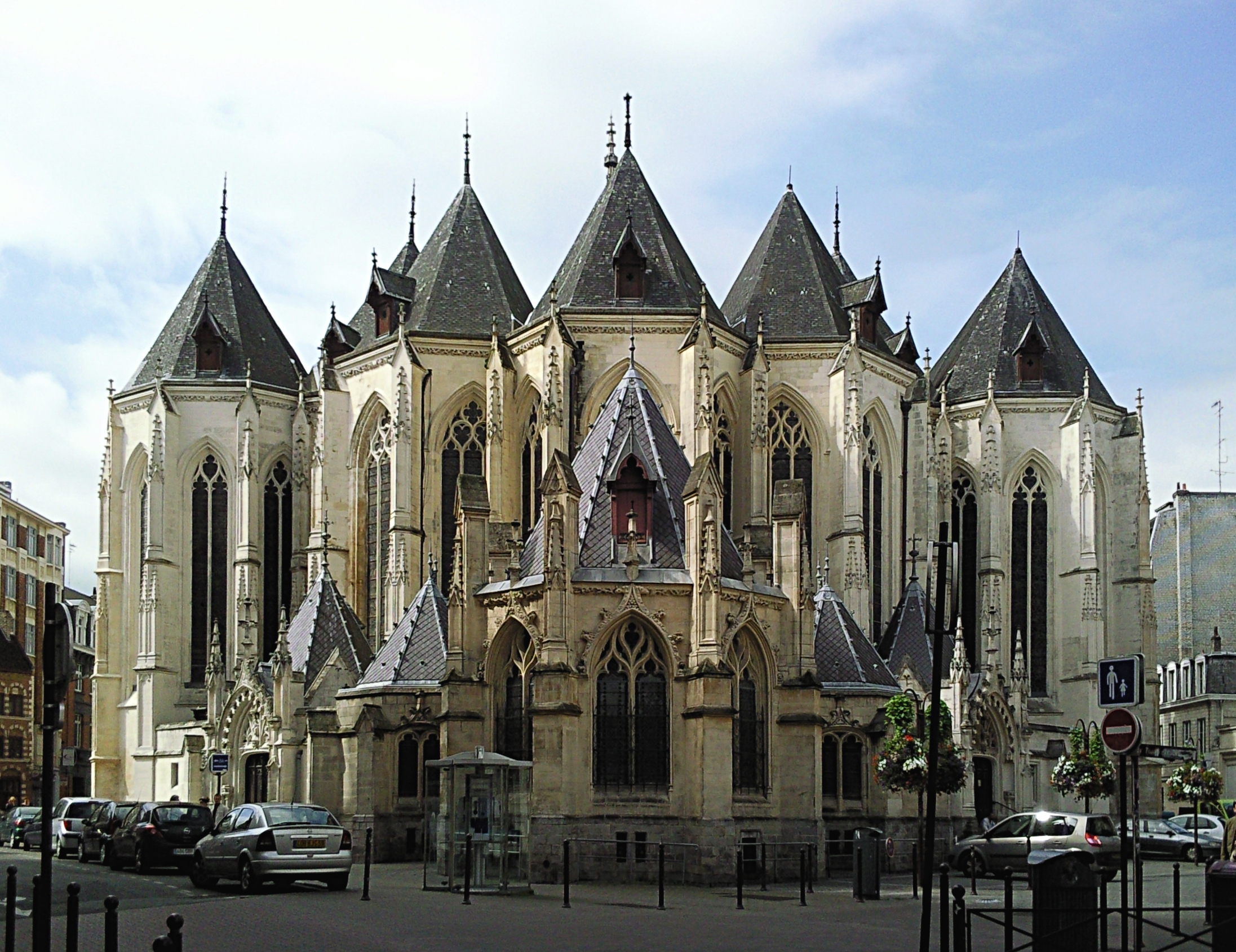
La chiesa di San Maurizio

- Cattedrale di Nostra Signora della Pergola (cathédrale Notre-Dame-de-la-Treille).
- Chiesa di San Maurizio (église Saint-Maurice). È uno degli edifici religiosi più importanti di Lilla. Venne costruita a partire dal XIV secolo, poi modificata nel XVI secolo trasformandola in una chiesa a sala, e infine completata nel XIX secolo con l'aggiunta della preziosa torre della facciata.
- Chiesa di Santa Caterina (église Sainte-Catherine). La chiesa di Santa Caterina venne costruita a partire dal 1538 e modificata nel 1727. Vi si conserva il Martirio di santa Caterina di Rubens.
- Chiesa di Sant'Andrea (église Saint-André). È una grande costruzione barocca eretta nella prima metà del XVIII secolo come cappella dei carmelitani, con un'imponente facciata gesuitica.
- Chiesa di Santo Stefano, risalente al XVIII secolo.

### Architetture civili

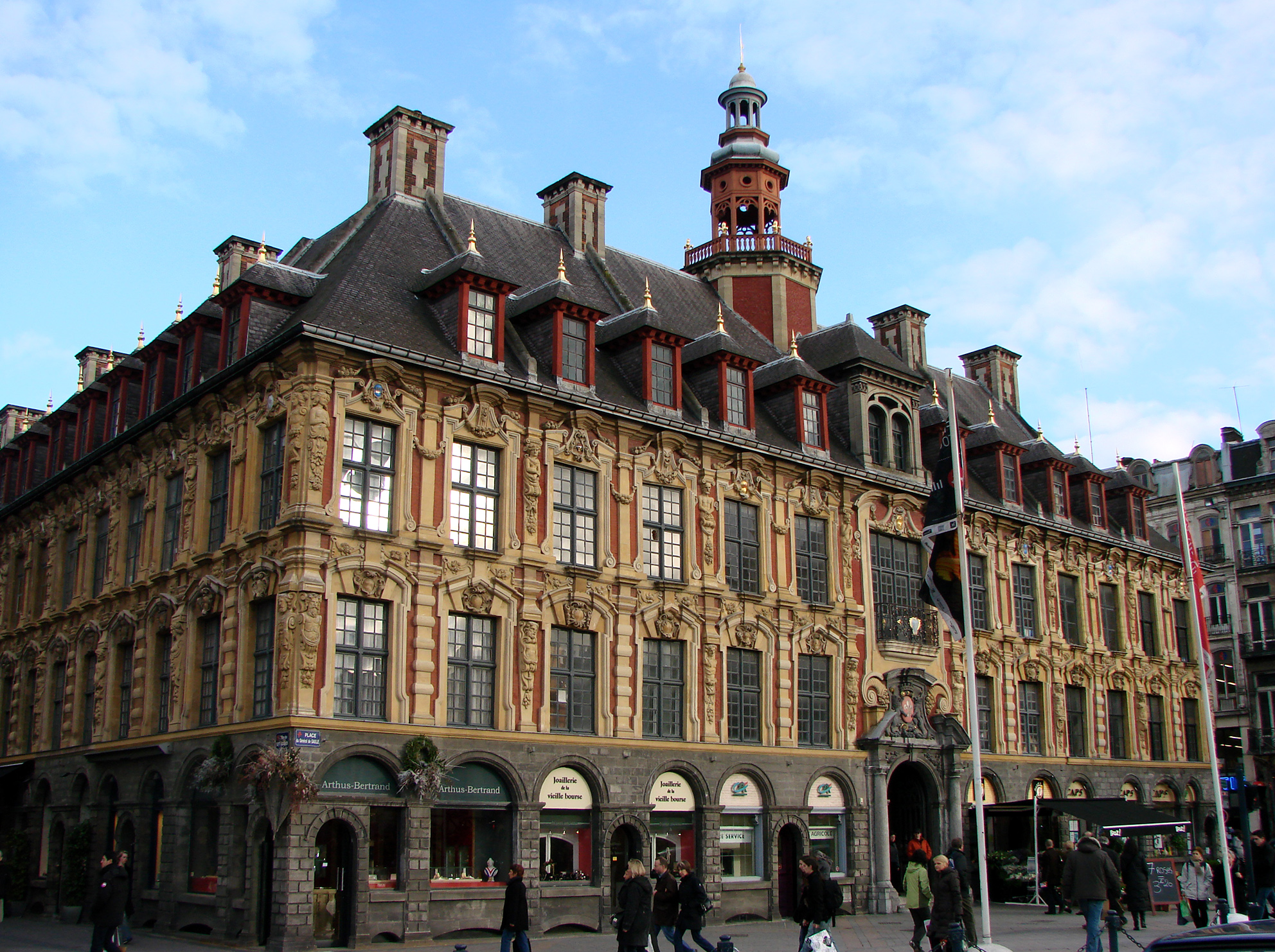
La Vecchia Borsa

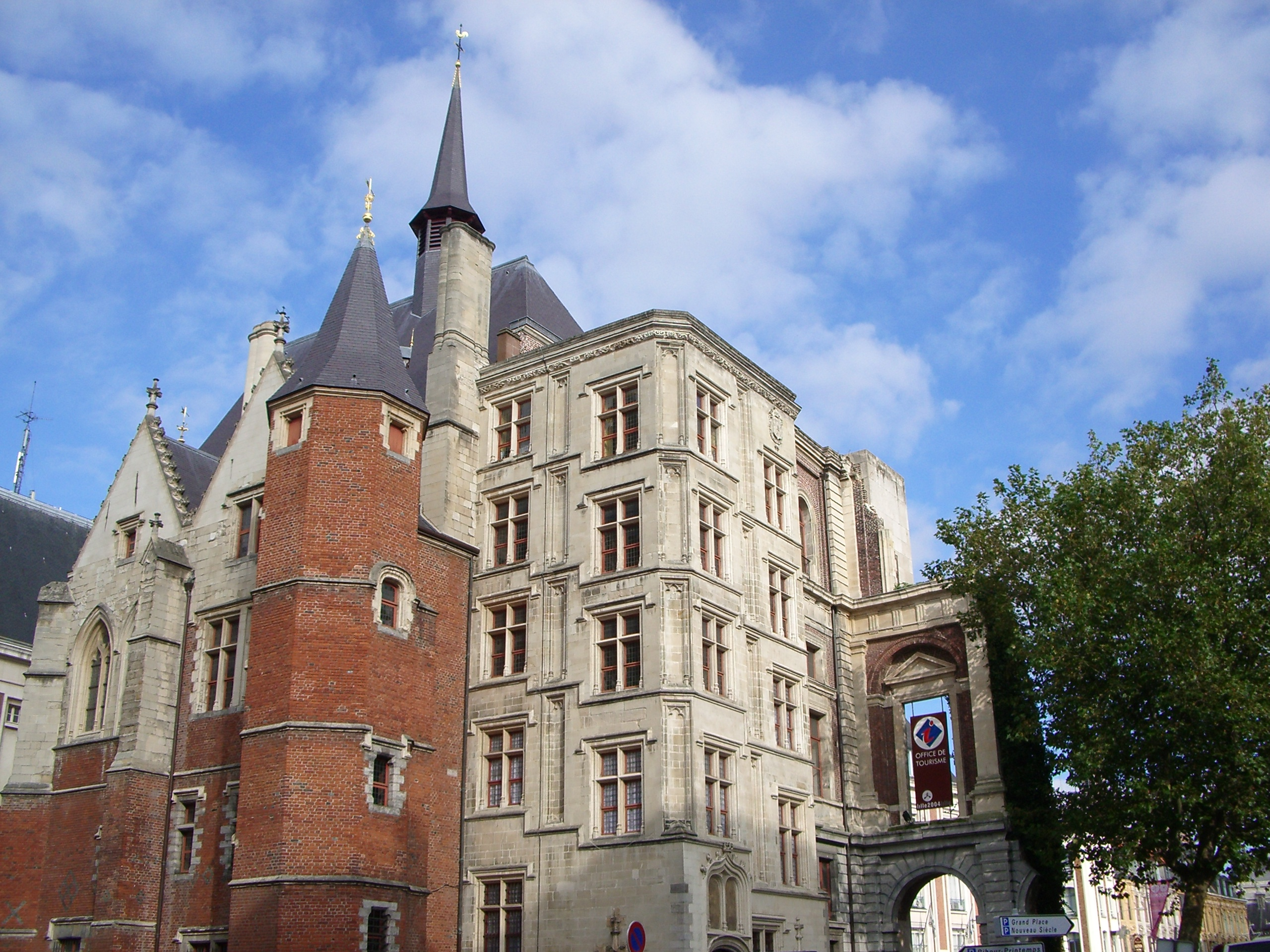
Palazzo Rihour

- Vecchia Borsa (Vieille Bourse). È l'edificio più importante della città e uno dei suoi simboli. Venne eretta nel 1652 in uno stile manierista di impronta fiamminga, intorno a un cortile ad arcate. Fastosa la decorazione a stucchi ocra su fondo rosso delle facciate.
- Palazzo della Borsa (palais de la Bourse), il nuovo palazzo della Borsa, oggi Camera di commercio, costruito nel XIX secolo giusto dietro la Vecchia Borsa, ormai troppo piccola, in stile neo-rinascimentale fiammingo, con un alto beffroi angolare.
- Ospizio della Contessa (hospice Comtesse). L'antico ospizio della Contessa venne edificato a partire dal 1236 per volere di Giovanna di Costantinopoli, contessa delle Fiandre e in seguito fortemente rimaneggiato fino ad assumere aspetto odierno nel XVII secolo in stile rinascimentale fiammingo.
- Palazzo Rihour (palais Rihour). Era il palazzo costruito da Filippo il Buono come sua residenza cittadina fra il 1454 e il 1473 in stile gotico-rinascimentale. Nel XIX secolo venne in parte demolito, ma ne resta comunque una grande parte con la sala delle guardie gotica, la cappella e l'oratorio ducale.
- Opera di Lilla (Opéra de Lille). Il teatro dell'opera di Lilla è il luogo d'eccellenza per la musica e l'opera. È un teatro all'italiana costruito in stile neoclassico da Louis Marie Cordonnier e inaugurato nel 1923.
- Municipio di Lilla (hôtel de Ville). Il municipio di Lilla venne ricostruito fra il 1924 e il 1932 in stile Art déco da Émile Dubuisson in sostituzione di quello antico andato distrutto durante la prima guerra mondiale. Si completa del beffroi alto 104 metri, divenuto uno dei simboli della città.

### Architetture militari
- Cittadella (Citadelle). La Cittadella è una possente fortezza bastionata a pianta pentagonale, la più importante e meglio conservata di Francia. Venne edificata fra il 1667 e il 1670 su progetto del maresciallo Vauban e Simon Vollant. Circondata dal canale della Deûle e dal verde del Bois de Boulogne, si apre sulla città con la trionfale porta Reale.
- Porta Reale (porte Royale). La porta Reale costituisce il principale ingresso alla Cittadella ed è chiusa da un ponte levatoio. La porta è decorata con fiori e gigli e con un'iscrizione dedicata al Re Sole.
- Porta di Parigi (porte de Paris). La porta di Parigi è un fastoso arco di trionfo costruito fra il 1685 e il 1692 da Simon Vollant in onore del re Luigi XIV di Francia.

### Altro
- Grand'Place. Ufficialmente place du Général-de-Gaulle, ma da tutti chiamata Grand'Place, è la piazza maggiore della città, luogo di mercato medievale e vivace centro della città. Al centro è il monumento del 1845 a commemorare l'assedio austriaco del 1792. Sul lato nord-est vi sorge la Vecchia Borsa e sul lato sud-est la Grand-Garde, la Grande Guardia del 1717.

## Società

### Evoluzione demografica
Abitanti censiti

## Cultura
Importante centro culturale (dotata di pregevoli musei, è stata assieme a Genova capitale europea della cultura per il 2004).
A Lilla è ambientata la serie TV poliziesca Morgane - Detective geniale.

### Scuole
- École centrale de Lille
- ESME Sudria
- École pour l'informatique et les nouvelles technologies
- E-Artsup
- IÉSEG School of Management
- Institut supérieur européen de gestion group
- Institut supérieur européen de formation par l'action
- ISTC
- SKEMA Business School

### Università
Diverse sono le università presenti in città, una delle quali statale e molto antica: ha le sue origini infatti nell'università di Douai fondata nel 1559 e poi trasferita a Lilla nel 1896. Nel 1970 fu strutturata in tre università indipendenti situate in campus separati: l'Université Lille-I (scienza e tecnologia, città scientifica del campus), l'Université Lille-II (legge, medicina, gestione e sport) e l'Université Lille-III (scienze umane e sociali, lettere, lingue e arte, campus Pont-de-Bois). Il 1º gennaio 2018 queste tre università sono state riunite nell'Università di Lilla. Altre università e istituti di formazione superiore sono l'Università Cattolica di Lilla, l'École des hautes études commerciales e l'École centrale de Lille.
La Comunità delle Università e Istituzioni (COMUE) Lille Nord de France (ex Université Lille Nord de France) è un gruppo di università e istituzioni (COMUE) distribuito su più campus e con sede a Lilla. Comprende un College europeo di dottorato e università federali, scuole di ingegneria e centri di ricerca. Con oltre centomila studenti, è una delle più grandi federazioni universitarie in Francia. L'Università di Lilla, con circa 70 000 studenti, ne è il componente principale.

### Musei
- Musée des Beaux-Arts
  - Banchetto di Erode di Donatello (1435 circa)
- Museo d'arte moderna di Lilla
- Museo di storia naturale di Lilla
- Casa natale di Charles de Gaulle

### Cucina
Piatti tipici della città sono la carbonade flamande (stufato di carne fiammingo alla birra), il potjevleesch (gelatina di carni miste), il welsh rarebit (fonduta alla birra gratinata con uovo), les moules-frites (cozze e patatine fritte), la fricadelle (o fricandelle).

### Eventi
La più grande manifestazione della città è indubbiamente la Braderie di Lilla, grande mercato delle pulci che si svolge a Lilla ogni anno il primo fine settimana di settembre. Nel 2016 l'evento non si è tenuto, per motivi di sicurezza e ordine pubblico, visto il timore di attacchi terroristici.

### Media
Il principale quotidiano cittadino è La Voix du Nord, fondato nel 1941 come foglio clandestino di un gruppo della Resistenza locale.

## Geografia antropica

### Cantoni
Fino alla riforma del 2014, il territorio comunale della città di Lilla era ripartito in otto cantoni:
- Cantone di Lilla-Centro, che comprende una parte del comune di Lilla
- Cantone di Lilla-Est, che comprende una parte del comune di Lilla e il comune associato di Hellemmes.
- Cantone di Lilla-Nord, che comprende due comuni:
  - La Madeleine e Lilla
- Cantone di Lilla-Nord-Est, che comprende due comuni:
  - Lilla e Mons-en-Barœul
- Cantone di Lilla-Ovest, che comprende cinque comuni:
  - Lambersart, Lilla, Marquette-lez-Lille, Saint-André-lez-Lille e Wambrechies
- Cantone di Lilla-Sud, che comprende una parte del comune di Lilla
- Cantone di Lilla-Sud-Est, che comprende quattro comuni:
  - Faches-Thumesnil, Lezennes, Lilla e Ronchin
- Cantone di Lilla-Sud-Ovest, che comprende una parte del comune di Lilla

A seguito della riforma approvata con decreto del 17 febbraio 2014, che ha avuto attuazione dopo le elezioni dipartimentali del 2015, il territorio comunale della città di Lilla è stato ripartito in sei cantoni:
- Cantone di Lilla-1: comprende parte della città di Lilla e i comuni di La Madeleine, Marquette-lez-Lille, Saint-André-lez-Lille e Wambrechies
- Cantone di Lilla-2: comprende parte della città di Lilla e i comuni di Bondues, Marcq-en-Barœul e Mouvaux
- Cantone di Lilla-3: comprende parte della città di Lilla e il comune di Mons-en-Barœul
- Cantone di Lilla-4: comprende parte della città di Lilla e i comuni di Lezennes e Ronchin
- Cantone di Lilla-5: comprende parte della città di Lilla
- Cantone di Lilla-6: comprende parte della città di Lilla e i comuni di Beaucamps-Ligny, Englos, Ennetières-en-Weppes, Erquinghem-le-Sec, Escobecques, Hallennes-lez-Haubourdin, Loos, Santes e Sequedin.

## Economia
Lilla può far conto su una florida economia basata su numerose imprese operanti nel settore manifatturiero, siderurgico e conserviero; sede di un importante crocevia dei trasporti verso il Nord Europa, è conosciuta anche per i suoi tessuti.

## Infrastrutture e trasporti

Mappa della metropolitana comprendente anche le due linee tranviarie

La città presenta due stazioni ferroviarie principali, quella di Lilla Fiandre e quella di Lilla Europa.
Presenta due linee di metropolitana, una delle quali, estremamente moderna, è a guida totalmente automatizzata costruita dalla ditta italiana Breda.

## Amministrazione

### Sindaci di Lilla
Di seguito l'elenco dei sindaci di Lilla durante la Quinta Repubblica:
| 1955–1973 | Augustin Laurent | SFIO |
| 1973–2001 | Pierre Mauroy    | PS   |
| dal 2001  | Martine Aubry    | PS   |

## Gemellaggi e partenariato
La città è gemella o associata con:

### Gemellaggio
- Breslavia, dal 2009
- Buffalo, dal 1991
- Erfurt, dal 1988
- Rotterdam, dal 1958
- Valladolid, dal 1987

### Partenariato
- Colonia, dal 1958
- Esch-sur-Alzette, dal 1958
- Charkiv, dal 1970
- Haifa, dal 2008
- Leeds, dal 1968
- Liegi, dal 1958
- Nablus, dal 1988
- Oujda, dal 2005
- Safad, dal 1988
- Saint-Louis, dal 1978
- Torino, dal 1958

## Sport
È sede del LOSC Lille, società di calcio, campione di Francia in quattro occasioni. La società gioca nella struttura polivalente dello stadio Pierre-Mauroy.
Nell'area metropolitana di Lilla, a Villeneuve-d'Ascq, si trovano lo Stadium Lille Métropole e il più moderno stadio Pierre Mauroy. Entrambe strutture multisportive, hanno ospitato eventi sportivi di rilievo: il Lille Métropole fu sede di uno dei quarti di finale della Coppa del Mondo di rugby 1991, mentre al Mauroy vennero disputati incontri del campionato europeo di calcio 2016.